# Embraer EMB-111
O Embraer EMB-111 "Bandeirante Patrulha", também conhecido pelo apelido de "Bandeirulha", é uma aeronave bimotor turboélice, desenvolvida e fabricada pela Embraer, a partir do avião de transporte leve Bandeirante,  para a função de patrulhamento marítimo.
O projeto foi apresentado à Força Aérea Brasileira no ano de 1975, como um substituto para os obsoletos B-69 Neptune, produzidos pela Lockheed no início da década de 50. Em 1976 foi feita uma encomenda de doze unidades para a FAB, entregues entre os anos de 1977 e 1979, denominadas como P-95.
A versão possui calibragem de auxílios à navegação, com capacidade para até cinco passageiros – dois pilotos, um operador de radar e dois observadores. Equipado com dois motores turboélice Pratt & Whitney PT6A-34, de 750 SHP, pode atingir a velocidade de cruzeiro de 385 km/h. Seu tanque de combustível tem maior capacidade do que o Bandeirante convencional, e por isso, possui maior autonomia de voo.
O nariz do Bandeirante foi modificado, coberto pelo radome de fibra de vidro que protege a antena de seu radar AN/APS – 128, para vigilância costeira, busca, salvamento, navegação, e apoio na elaboração de carta meteorológica. O radar é capaz de detectar um alvo de 150 m² a cerca de 100 quilômetros de distância, mesmo em mares agitados. Estas características foram essenciais para uma das primeiras missões do Bandeirulha na FAB: descobrir barcos pesqueiros clandestinos nas linhas de cardume da costa norte do Brasil. Para as buscas noturnas, o Bandeirulha possui ainda um potente farol na asa direita.
Em 1977 a Armada do Chile recebeu a primeira unidade desta versão, de uma encomenda de seis aeronaves, entregues nos anos seguintes. Estas possuíam um sistema completo de anticongelamento no bordo de ataque das asas.
Em 1981, um EMB-111 foi fornecido à Força Aérea do Gabão. Ao final da década de 1980, mais dez unidades foram encomendadas pela FAB, sendo denominadas P-95B.

## Desenvolvimento
O Bandeirante Patrulha foi desenvolvido em cima da plataforma do já existente Bandeirante, seu alcance foi expandido com o uso de tanques na ponta das asas, cada um com capacidade de 318 litros de combustível, semelhantes ao do avião de treinamento Xavante.
A instalação dos cabides subalares e dos tanques de combustível exigiu que fosse feito um reforço significativo da estrutura na junção da asa com o trem de pouso.
Como resultado direto do aumento do alcance, o peso máximo de decolagem da aeronave aumentou para 7 000 kg.

## Participação na Guerra das Malvinas
Em 1982, durante a guerra das Malvinas, e devido ao avançado estado de obsolescência de seus aviões Neptune, a Armada de la República Argentina (ARA) viu-se sem meios de patrulha marítima adequados para sua necessidade. A FAB então alugou para a Armada, dois "Bandeirulhas". Os dois aviões foram operados no auge da guerra, a partir de maio, e devolvidos à FAB ao término do conflito.

## Modernização
Em 2015 iniciou-se um processo de modernização do Bandeirante Patrulha. Novos painéis digitais substituíram os originais. Além disso, novos radares Seaspray 5000E aumentaram a capacidade de alcance e precisão na detecção de embarcações, podendo agora acompanhar até 200 alvos, simultaneamente.
Com o processo de atualização, a aeronave passou a ser denominada P-95M.

## Operadores
- Brasil

Unidades que operam o EMB-111 no País:
- 2º/7º GAv (Esquadrão Phoenix) - Canoas
- 3º/7º GAv (Esquadrão Netuno) - Belém
- 4º/7º GAv (Esquadrão Cardeal) - Rio de Janeiro
- Chile
- Argentina - somente durante o conflito das Malvinas.
- Gabão